# Nierenversagen
Ein Nierenversagen bzw. die Niereninsuffizienz oder Nierenfunktionsstörung bedeutet den Verlust bzw. eine Verschlechterung der exkretorischen (filtrativen) und inkretorischen (endokrinen) Nierenfunktion. Aus semantischer Sicht ist das Nierenversagen die schwere Verlaufsform der Niereninsuffizienz.

## Verlaufsformen

### Überblick
Es gibt zwei zeitliche Verlaufsformen des Nierenversagens, das akute Nierenversagen und das chronische Nierenversagen. In beiden Fällen funktionieren die Nieren qualitativ nicht mehr oder nur in sehr geringem Umfang (die Urinproduktion kann quantitativ unverändert erhalten bleiben oder sogar gesteigert sein). Der Unterschied in den Verlaufsformen liegt in der Zeitspanne und der Prognose. Das akute Nierenversagen tritt entweder im Rahmen einer akuten Verschlechterung einer langjährigen vorbestehenden Nierenerkrankung wie einer chronischen Glomerulonephritis, einer diabetischen oder hypertensiven Nierenschädigung, durch einen langjährigen Medikamentenmissbrauch (besonders Schmerzmittelmissbrauch, siehe Analgetikanephropathie, Urämietoxin, Nephrotoxin) oder durch einen akuten Vorfall (akute Glomerulonephritis, Autoimmunerkrankung, Unfall, Infektionen, Operation, Sepsis etc.) auf. Es ist in den meisten Fällen prinzipiell reversibel und muss sich nicht zwangsläufig in ein terminales Nierenversagen entwickeln.
Nach der Dauer der Störung werden unterschieden:
- akutes Nierenversagen
- chronisches Nierenversagen

Unabhängig von der Ursache sprach man früher nach Richard Bright vom Morbus Bright (oder Morbus Brightii). Franz Volhard und Theodor Fahr teilten 1914 die „Brightschen Nierenkrankheiten“ neu ein in degenerative Erkrankungen (Nephrosen), entzündliche Erkrankungen (Nephritiden) und arteriosklerotische Erkrankungen (Skerosen). Nach der Ursache kann heute folgende Einteilung getroffen werden:
- prärenales Nierenversagen (ein hypovolämisches Problem als Folge eines reduzierten Herzzeitvolumens; Synonyme: „vaskuläre (präglomeruläre) Funktionsstörung“,[3] schmerzlose Nierenkrankheit,[4] extrarenales Nierensyndrom, Nonnenbruch-Syndrom, extrarenale Niereninsuffizienz)[5][6][7]
- renales Nierenversagen (als Folge von eigentlichen Nierenkrankheiten; sehr selten, nur 3 Prozent beim akuten Nierenversagen[8])
- postrenales Nierenversagen (als Folge einer mechanischen Verlegung der ableitenden Harnwege; ebenfalls selten)[9]

### Akutes Nierenversagen
Das akute Nierenversagen ist ein schweres, intensivmedizinisches Krankheitsbild mit immer noch hoher Sterblichkeit. Eine ursächliche Behandlung ist in der Regel nicht möglich. Die Behandlung besteht in einer Optimierung der Kreislaufsituation und der Nierendurchblutung, dem Weglassen nierenschädlicher Medikamente und der Beseitigung von Abflusshindernissen im Bereich der ableitenden Harnwege.

### Chronisches Nierenversagen
Das chronische Nierenversagen kann bei Fortschreiten in das Terminalstadium letztlich die endgültige Funktionsaufgabe der Nieren bedeuten, wobei trotzdem gewisse Teilfunktionen weiter aktiv sein können. Die häufigsten Ursachen in den Industrienationen sind Typ 2 Diabetes mellitus und Bluthochdruck aufgrund von Bewegungsmangel und Fehlernährung; weitere Ursachen sind chronische, oft unentdeckte Entzündungen und Infektionen der Nieren, Verengungen der ableitenden Harnwege und angeborene Nierenkrankheiten wie beispielsweise Zystennieren.
Das chronische Nierenversagen entwickelt sich über Monate bis Jahre. Symptome treten in der Regel erst in einem weit fortgeschrittenen Stadium auf. Die Betroffenen sind in erster Linie durch Komplikationen des Herz-Kreislauf-Systems bedroht, wie Herzinfarkt, Schlaganfall und Durchblutungsstörungen. Zudem besteht die Gefahr einer Verschlechterung der Nierenfunktion bis in das Endstadium der Erkrankung. Ohne Behandlung kommt es im Endstadium zur Dekompensation mit Urämie und somit zum urämischen Koma (Coma uraemicum). Durch Veränderungen des Lebensstils, strikte medikamentöse Einstellung des Blutdrucks und Behandlung von Begleiterkrankungen ist es heute in vielen Fällen möglich, das Fortschreiten eines chronischen Nierenversagens zu hemmen oder aufzuhalten und so eine Dialysebehandlung zu verhindern. Umso wichtiger ist es, die Erkrankung in einem möglichst frühen Stadium zu erkennen, was mit einer einfachen Blut- und Urinuntersuchung möglich ist.

### Terminales Nierenversagen
Bei einem endgültigen Verlust der Nierenfunktion (terminales Nierenversagen) kann nur eine Nierenersatztherapie, entweder in Form von Dialyse oder als Nierentransplantation, das Überleben ermöglichen.

## Laborwerte bei Nierenversagen
|                                      | Normwerte | prärenal | renal |
| ------------------------------------ | --------- | -------- | ----- |
| Harnosmolarität (mosmol/kg)          | 90–900    | >500     | <350  |
| BUN/Kreatinin                        | ~10       | >20      | >10   |
| Urin-Na mmol/l                       | 40–80     | <20      | >30   |
| fraktionelle Natriumausscheidung (%) | 1–3       | <1       | >3    |

Das Ausmaß einer Nierenschädigung kann bei einer diabetischen Nephropathie zudem durch das Verhältnis von glomerulärer Filtrationsrate (GFR) und dem Albumin-Kreatinin-Quotienten klassifiziert werden.

## Therapie
Bei Überlegungen zur Therapie der Niereninsuffizienz ist zwischen der häufigen prärenalen, der seltenen intrarenalen und der meist einseitigen postrenalen Niereninsuffizienz zu unterscheiden. Außerdem ist die kausale Therapie von der symptomatischen Behandlung im Rahmen der Nierenersatztherapie abzugrenzen. In allen Fällen soll die filtrative Nierenfunktion vergrößert werden.
- Postrenale Ursachen der Niereninsuffizienz werden in der Urologie behandelt.
- Außer den Antibiotika stehen nur wenige Medikamente zur Behandlung der intrarenalen Ursachen einer Niereninsuffizienz zur Verfügung (zum Beispiel Tolvaptan bei Zystennieren).
- Bei den extrarenalen Nierensyndromen steht die kausale Therapie der ursächlichen Herz-, Lungen- oder Leberkrankheiten im Vordergrund.

Ohne pathophysiologische oder pharmakologische Erklärungen zum Wirkmechanismus gibt es seit 2021 neue Therapieansätze für die Herz- und Niereninsuffizienz. Moderne Antidiabetika können auch bei Nichtdiabetikern als Surrogat-Parameter die Hospitalisierungshäufigkeit wegen einer Herzinsuffizienz verkleinern und den Beginn einer dialysepflichtigen Niereninsuffizienz hinauszögern. Verbesserungen der Glomerulären Filtrationsrate GFR und des Herzzeitvolumens HZV wurden dabei jedoch nicht beobachtet. Untersucht und teilweise auch zugelassen wurden mehrere SGLT-2-Hemmer (Gliflozine).
Für Diabetiker mit einer Nephropathie ist der selektive nichtsteroidale Mineralokortikoidrezeptor-Antagonist (MRA, Antagonist des Mineralokortikoidrezeptors) Finerenon (Handelsname Kerendia von der Firma Bayer AG) eine therapeutische Option.

## Geschichte
Der Begriff der Niereninsuffizienz wurde 1897 von Sándor von Korányi geprägt und definiert. Damals sah man in der Niereninsuffizienz sowohl die Insuffizienz der Glomeruli als auch die Insuffizienz der Tubuli. Die Niereninsuffizienz war definiert als „gesetzmäßige Abweichung der Nierenfunktion, das heißt der Harnabsonderung, wenn das Gesamtorgan ‚insuffizient‘ ist.“ Als betroffen wurden somit die Funktion der „Knäuelchen“ (Glomeruli) als auch die Funktion der „Kanälchen“ (Tubuli) betrachtet. „Sind beide Teilfunktionen beeinträchtigt, so tritt Niereninsuffizienz ein“. Zu denken ist also an die Möglichkeit, „wenn nur die einen [sic!] der beiden Komponenten, nur die Tubuli oder nur die Glomeruli insuffizient sind, vorausgesetzt, daß der andere Partner voll funktionsfähig ist.“
Heute versteht man unter der Niereninsuffizienz dagegen nur den Rückgang der Filterfunktion der Glomeruli oder Podozyten, so dass die Nieren nicht mehr in der Lage sind, wie normalerweise etwa 60 Gramm fixer Stoffe (vor allem Harnstoff) pro 24 Stunden auszuscheiden. Der Schweregrad der Niereninsuffizienz und der Retention von Harnstoff wird mittels der glomerulären Filtrationsrate (GFR) oder der Kreatinin-Clearance beurteilt. Hier werden die tubuläre Rückresorption und damit die Sekundärharn-Produktion nicht berücksichtigt. Eine Oligurie oder eine Anurie (als kompensatorische Steigerung der tubulären Rückresorptionsrate TRR) ist nach heutiger Auffassung also kein Hinweis für eine Niereninsuffizienz. Die Polyurie wurde schon vor 100 Jahren richtig als Folge einer „Tubulusinsuffizienz“ erkannt.
Schon Franz Volhard kannte den Unterschied zwischen der renalen Niereninsuffizienz und der extrarenalen Niereninsuffizienz. Die extrarenale Niereninsuffizienz („extrarenale Nierensyndrome“ nach Wilhelm Nonnenbruch) ist die „extrarenal bedingte Störung der Nierenfunktion“. Es ist ein Unterschied, „ob eine Erscheinung als die Folge der Funktionsstörung der Niere oder als die Folge ihrer Erkrankung anzusehen ist und auch ohne Störung der Nierenfunktion auftreten kann.“ Es gibt also die Niereninsuffizienz ohne Nierenkrankheit und die Nierenkrankheit ohne Niereninsuffizienz.
Unter der renalen Clearance versteht man dasjenige Plasmavolumen, welches innerhalb eines angegebenen Zeitraums von einer bestimmten Substanz durch die Nieren befreit wird.